# 堡垒之夜：守护家园
《堡垒之夜：守护家园》是一款由Epic Games和People Can Fly开发，Epic Games发行的合作沙盒生存游戏，于2017年7月25日以付费抢先体验模式发行于Microsoft Windows、macOS、PlayStation 4和Xbox One平台。游戏的零售版本由Gearbox Publishing发行，而PC版本由Epic的启动器负责在线分发。预计于2019年中轉為完全免费遊戲。
独立模式《堡垒之夜 大逃杀》，部分是大逃杀游戏类型，但基于堡垒之夜的核心玩法，于2017年9月在同平台上发布。

## 备注
1. ↑  Gearbox Publishing发行零售版